# William Campbell (acteur)
William Campbell (Newark (New Jersey), 30 oktober 1923 - Los Angeles (Californië), 28 april 2011) was een Amerikaanse acteur. Misschien wel best bekend om zijn rol in Star Trek als de klingon Koloth. Zijn ex-vrouw Judith Exner (1934-1999) was na hun huwelijk een van de minnaressen van toenmalig president van de Verenigde Staten John F. Kennedy. Campbell overleed op 87-jarige leeftijd.
- Bibsys: 11082151
- Biblioteca Nacional de España: XX1610989
- Bibliothèque nationale de France: cb140664204 (data)
- Catàleg d'autoritats de noms i títols de Catalunya: 981058581315206706
- Gemeinsame Normdatei: 1284090736
- International Standard Name Identifier: 0000 0001 1600 9294
- Library of Congress Control Number: no98076778
- Système universitaire de documentation: 139806377
- Virtual International Authority File: 17427810
- WorldCat: E39PBJvCQmhM9p6bHTpfKCT4MP